# 中野初子

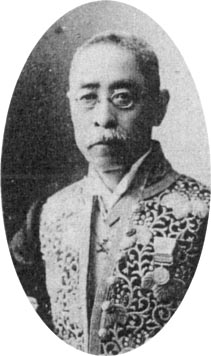
中野初子

中野 初子（なかの はつね、安政6年1月5日（1859年2月7日） - 1914年（大正3年）2月16日）は、明治時代の電気工学者。男性。佐賀県出身。

## 経歴・人物
佐賀藩士中野卜斉の二男として肥前小城郡にて生まれる。1873年（明治6年）、工部省電信寮に出仕していた長兄の中野宗宏（後に外信局次長）を頼って上京し、佐賀出身の初代電信頭石丸安世の塾に入った。翌年工部省工部寮小学校に入学する。のち工部大学校（現：東京大学工学部）に進み、イギリスの電気工学者ウィリアム・エドワード・エアトンに師事し、在学中の1878年（明治11年）3月25日、藤岡市助、浅野応輔らと共に中央電信局開局祝宴にて日本初のアーク燈を灯した。
1881年（明治14年）卒業後は、工部省、文部省に出仕。その後、東京帝国大学助教授を経て、1891年（明治24年）同校教授となる。ほか電気学会会長を務めた。墓所は染井霊園。

## 栄典
- 1901年（明治34年）8月31日 - 正五位[4]
- 1906年（明治39年）10月20日 - 従四位[5]
- 1911年（明治44年）12月11日 - 正四位[6]